# Kantchari (département)
Pour les articles homonymes, voir Kantchari.

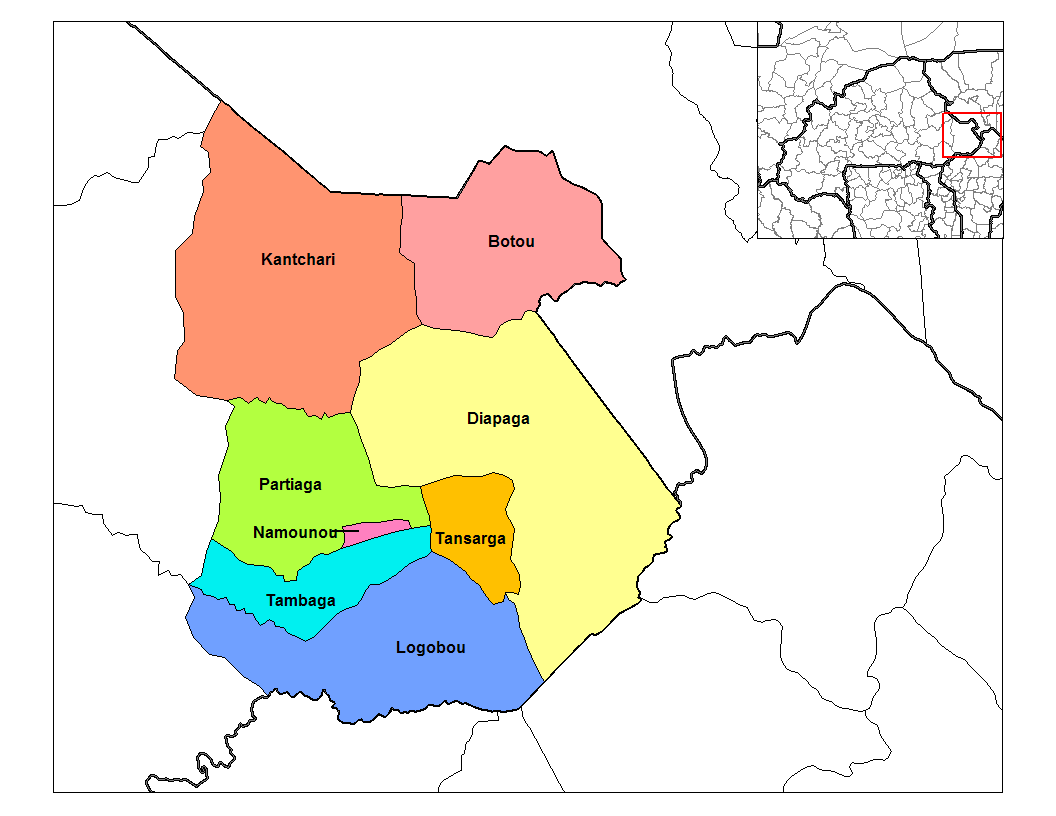
Localisation de la province de Tapoa

Kantchari est un département du Burkina Faso située dans la province de la Tapoa et dans la région de l'Est.
En 2006, le dernier recensement comptabilise 59 150 habitants

## Villes
Le département se compose d'un chef-lieu :
- Kantchari

et de 29 villages:
| - Bantoini - Barimagou - Bartiaga - Boudiéri - Boulmontchangou - Boulmontougou - Boupiena - Boupiengou - Brimonga - Comonli | - Diankonli - Garbougou - Kambardébi - Kantari - Koena - Mantchangou - Mantougou - Mohadagou - Naboamou - Namagri | - Namoumoanga - Nando - Sakoani - Sambalgou - Sampiéri - Tabgou - Tandri - Tialboanga - Toundi |